# Allium triquetrum
Allium triquetrum — вид квіткових рослин родини цибулеві (Alliaceae). лат. triquetrum — «три кути».

## Опис
Багаторічна цибулинна рослина, стебло голе, трикутне 10–45 см заввишки і має сильний запах часнику. Бульби товщиною приблизно 1,5 см. Є 1–3 листків майже так само довгі, як стебло і шириною до 17 мм. Парасолька з 3–15 квітами висячих дзвоників, які мають зелені жилки і довжиною від 10 до 18 міліметрів. Період цвітіння триває з грудня по травень.

## Поширення
Північна Африка: Алжир; Марокко; Туніс. Південна Європа: Італія; Франція; Іспанія. Натуралізований в деяких інших країнах, також культивується. Населяє луки, рідколісся сосни, коркового дуба, береги потоків, набережні й дороги; 0–850 м.

## Галерея

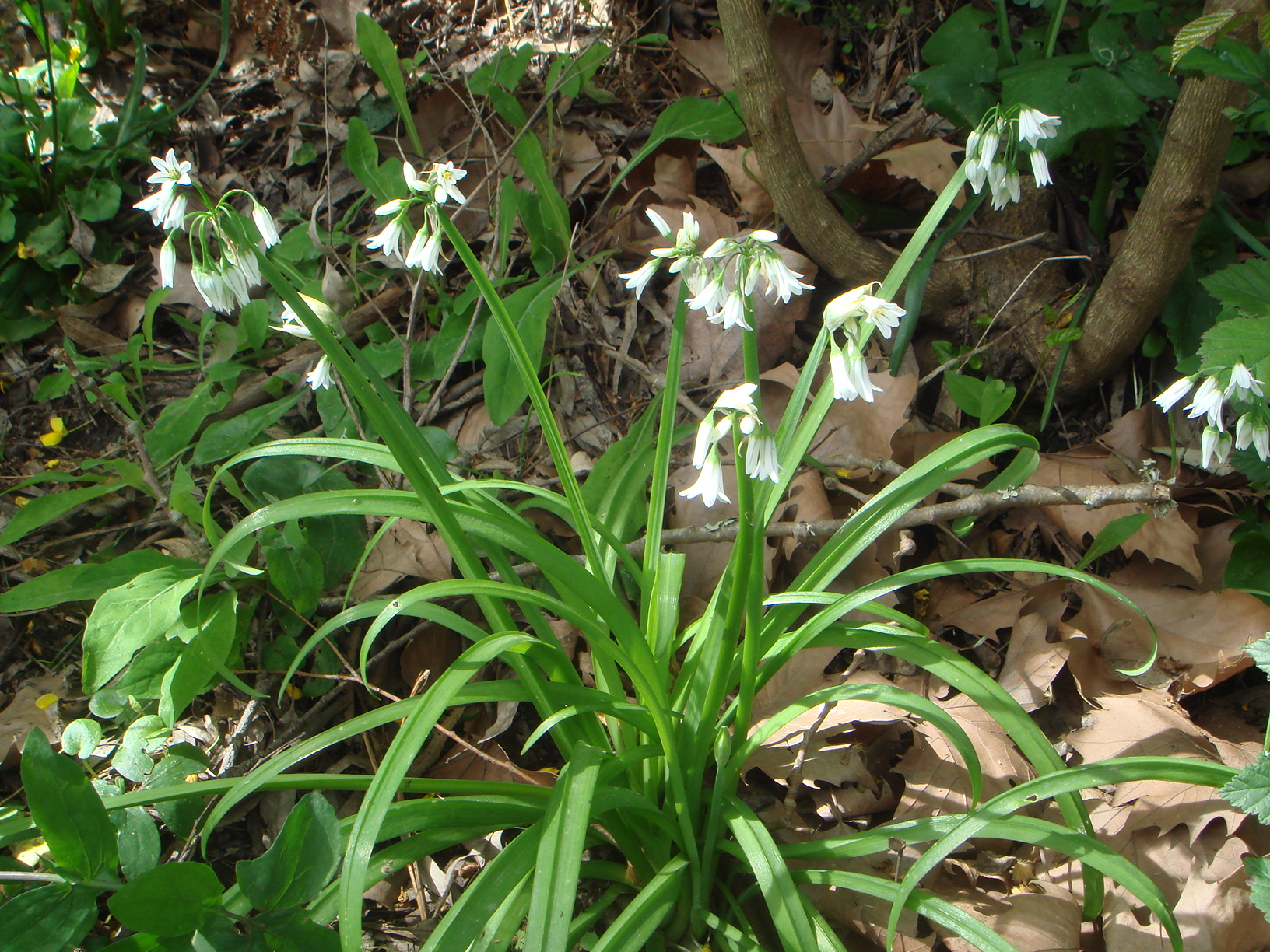
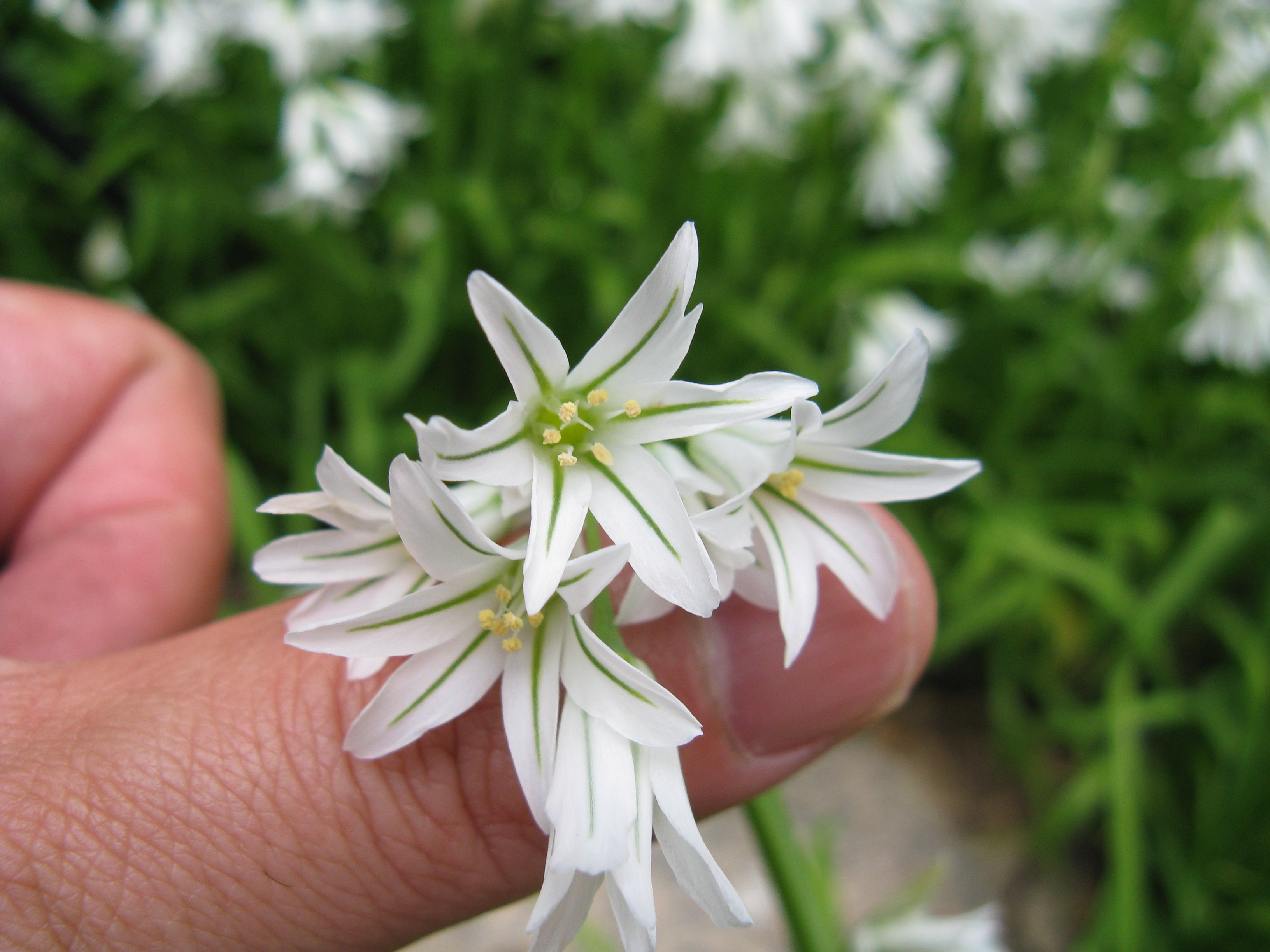
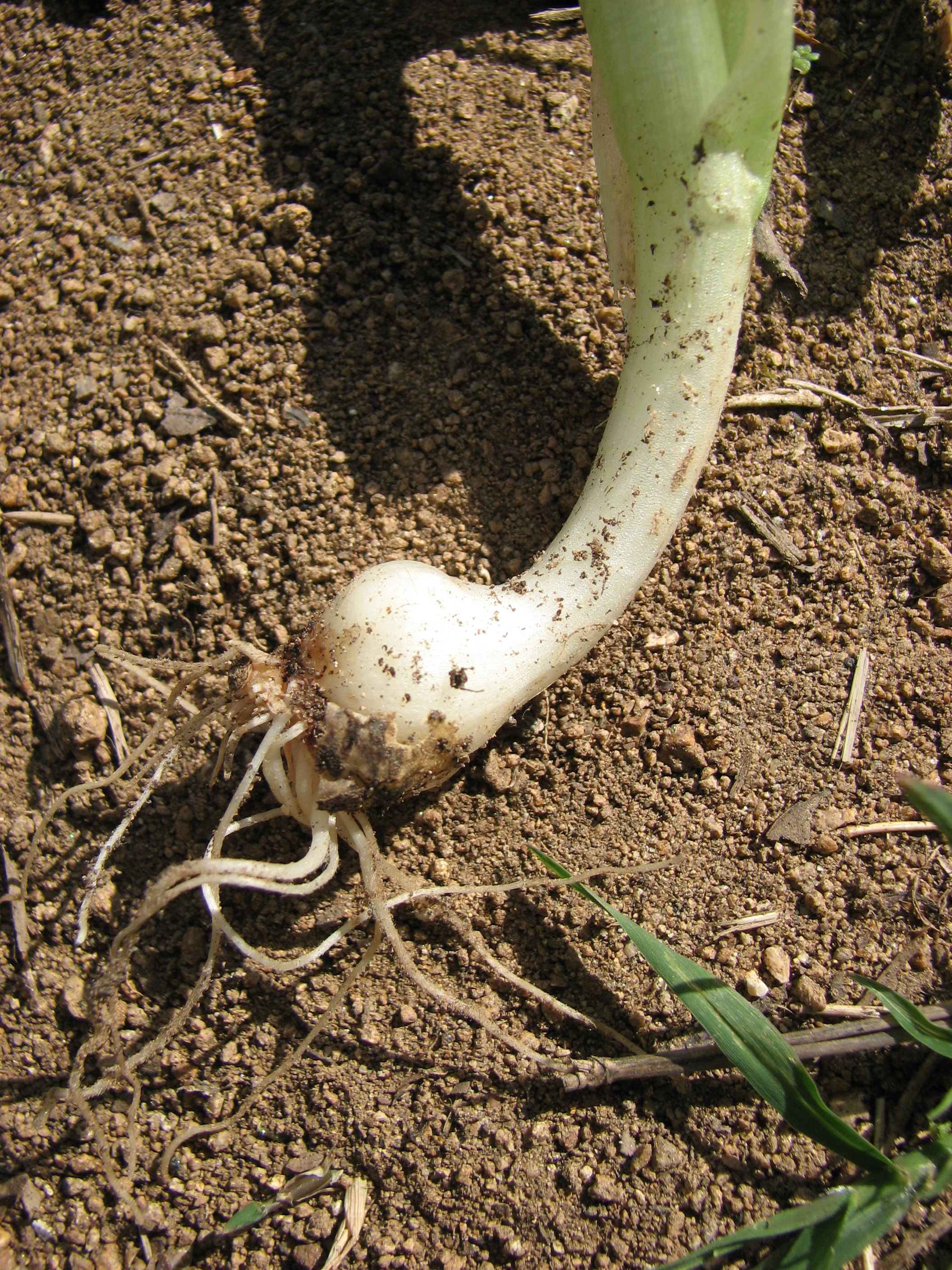

| Гібіскус | Це незавершена стаття про квіткові рослини. Ви можете допомогти проєкту, виправивши або дописавши її. |